# 2025년 도널드 트럼프 대통령 취임식
제47대 미국 대통령으로 도널드 트럼프의 미국 대통령 취임식이 2025년 1월 20일 월요일에 열렸다. 영하의 기온과 강한 바람으로 인해 워싱턴 D.C.의 미국 국회의사당 원형 홀 내부에서 진행되었다. 이는 제60차 미국 대통령 취임식이자 트럼프의 미국 대통령으로서 두 번째 취임식으로, 그의 두 번째이자 마지막 대통령 임기 및 JD 밴스의 미국 부통령 임기 시작을 알렸다. 이는 1893년 그로버 클리블랜드의 두 번째 비연속 재취임 이후 미국 대통령으로서는 두 번째 비연속 재취임이었다. 트럼프의 첫 취임식은 정확히 8년 전인 2017년 1월 20일에 있었다.
행사에는 취임 선서식, 서명식, 취임 오찬, 명예 의식, 그리고 캐피털 원 아레나에서의 행진 및 퍼레이드가 포함되었다. 취임식 전후로 다양한 장소에서 취임 기념 무도회가 열렸다. 국회의사당 원형 홀은 약 600명을 수용할 수 있었으며, 참석자 수는 공개되지 않았다.

## 맥락
이 취임식은 2024년 선거일 (미국) 선거로 대통령 당선인이 된 도널드 트럼프의 대통령직 전환이 공식적으로 마무리되는 시점이었다. 트럼프와 그의 러닝메이트 JD 밴스는 2024년 12월 17일 선거인단에 의해 공식적으로 선출되었다. 승리는 2025년 1월 6일 의회 합동 회의에서 선거인단 투표 집계로 인증되었다. 미국 헌법 제1조 제6항에 따라 밴스는 2025년 1월 10일 자정부로 미국 상원 의석을 사임했다.

## 계획
1월 셋째 주 월요일에 열린 이번 취임식은 마틴 루터 킹 주니어 탄생일과 같은 날에 열렸는데, 이는 1997년 빌 클린턴과 2013년 버락 오바마의 두 번째 취임식(1월 21일)에 이어 세 번째로 기념일과 같은 날에 취임식이 열린 경우였다. 1월 17일, 트럼프는 예상되는 한파로 인해 1985년 1월 21일 로널드 레이건의 공개 재취임식과 같이 취임식을 국회의사당 원형 홀 내부에서 진행할 것이라고 발표했다.

### 합동 의회 위원회
2024년 5월, 양원은 나중에 취소된 야외 행사 및 축하 행사에 사용될 예정이었던 단상 및 기타 임시 구조물의 건설을 감독하기 위해 합동 취임식 위원회를 임명했다.
취임 단상 건설은 2024년 9월 18일, 미국 상원의원 에이미 클로버샤가 미네소타주 아이언 레인지에서 채굴 및 가공된 철광석으로 만든 못을 사용하여 첫 못을 박는 의식으로 시작되었다.

### 보안 및 운영
2024년 10월, 미국 국회의사당 경찰은 "불법 활동을 수반한 대규모 시위 이력을 가진 행동주의 단체가 결과에 상관없이 취임식을 시위할 계획"이며, 이스라엘-하마스 전쟁을 시위하는 다른 단체들도 대통령이 누가 선출되든 "취임식을 거의 확실히 목표로 삼을 것"이라고 결론 내린 정보 평가를 실시했다. 뉴욕 타임스에 따르면, 2017년 여성 행진의 주최자들은 "인민의 행진(People's March)"이라는 새로운 브랜딩으로 이를 재현하기로 결정했다. 1월 18일, 수천 명이 행진에 참여했지만 예상 참석자 5만 명에는 미치지 못했다.

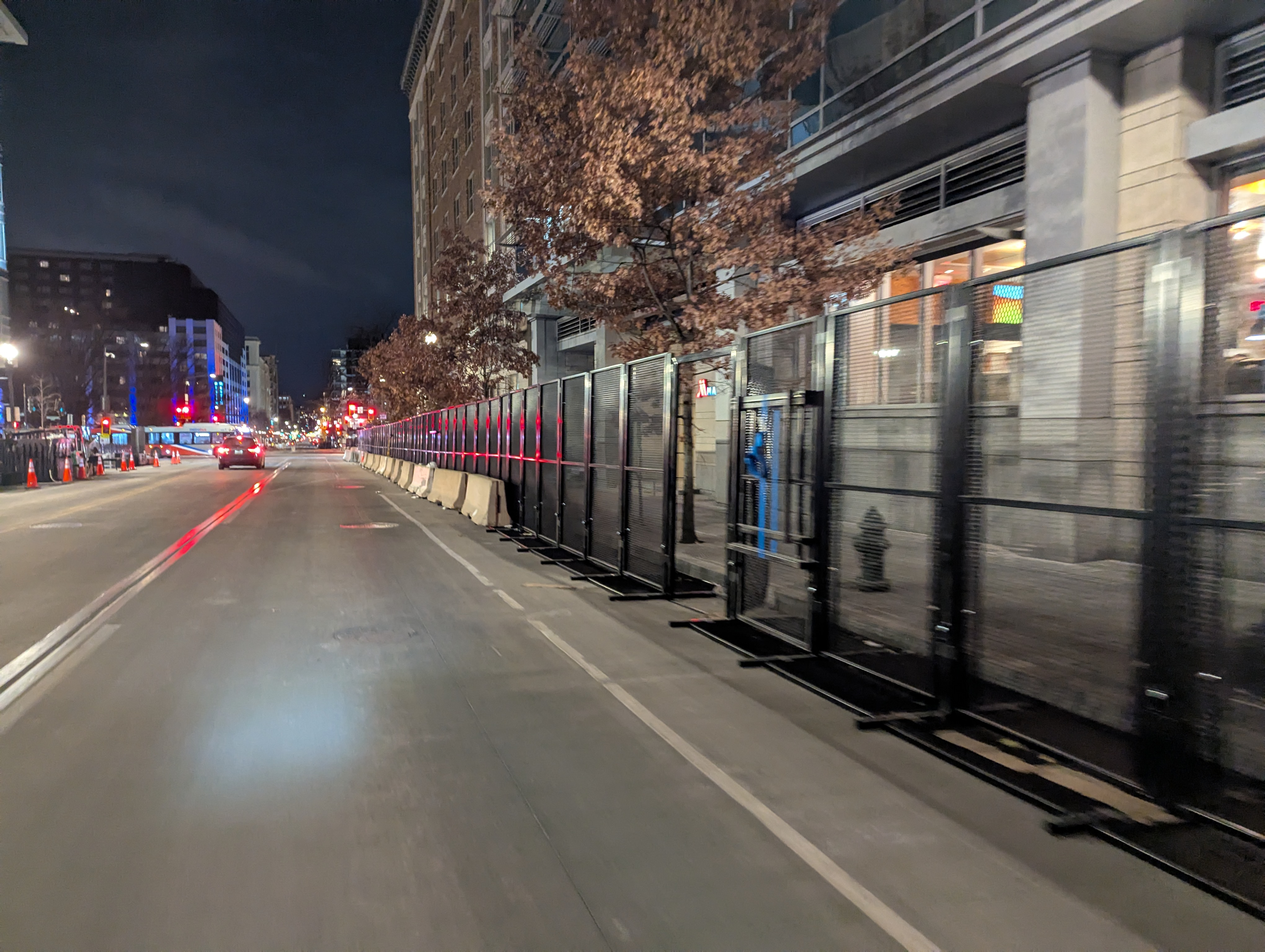
취임식을 앞두고 워싱턴 D.C.에 설치된 보안 울타리

행사 계획에 참여할 것으로 예상되는 기관으로는 미국 국회의사당 경찰, 워싱턴 D.C. 메트로폴리탄 경찰, 미국 공원 경찰이 있다. 24개 주가 선거인단 투표 인증 및 취임식 지원을 위해 미국 주방위군 지원을 제공했다.
1월 17일, 약 8,000명의 주방위군 병사들이 특별 부보안관으로 임명되어 워싱턴 D.C. 내에서 경찰 권한을 부여받았다.

### 취임 위원회
2024년 11월 9일, 트럼프는 취임 행사 계획을 전담하는 501(c)(4) 단체인 트럼프-밴스 취임 위원회 주식회사(Trump Vance Inaugural Committee, Inc.)의 구성을 발표했다. 위원회 공동 의장은 트럼프의 오랜 친구이자 지지자인 부동산 개발업자 스티브 위트코프와 전 미국 상원의원 켈리 레플러였다.

#### 기부
다양한 기술 기업 및 그 리더들은 취임식에 기부와 서비스를 약속했다. 오픈AI CEO 샘 올트먼은 대변인을 통해 100만 달러를 개인적으로 기부할 것이라고 밝혔다. 페이스북과 인스타그램의 모회사인 메타의 수장 마크 저커버그는 100만 달러를 보냈다. 월스트리트 저널에 따르면, 아마존 CEO 제프 베이조스는 프라임 비디오를 통해 취임식을 스트리밍할 것을 제안했으며, 이는 100만 달러의 현금 기부 외에 100만 달러의 현물 기부에 해당했다. 애플 CEO 팀 쿡은 개인적으로 100만 달러를 기부했다. 우버와 그 CEO 다라 코스로샤히는 각각 100만 달러를 취임식에 기부하기로 합의했다. 알파벳은 100만 달러를 기부했으며 유튜브 홈페이지에 직접 링크를 통해 취임식 라이브스트리밍을 지원했다. 마이크로소프트, 어도비, 퍼플렉시티도 100만 달러를 기부했다. NPR은 워싱턴 대학교의 실리콘 밸리 역사가 마거릿 오마라(Margaret O'Mara)의 말을 인용하여, 이러한 기부금은 이들 기술 리더 중 일부가 이전에 트럼프와 갈등을 겪었으며, 새 행정부에서 회사에 대한 규제 압력을 줄이고자 했기 때문이라고 밝혔다.
포드 모터 컴퍼니와 제너럴 모터스는 각각 100만 달러를 기부하고 취임식에 차량을 제공할 것이라고 발표했다. 토요타, 셰브론, 현대자동차, 스텔란티스도 100만 달러를 기부했다.
골드만삭스, 뱅크 오브 아메리카, JP모건, 크라켄 (기업), 코인베이스, 인튜이트, 로빈후드, 켄 그리핀, 리플 랩스, Ondo Finance를 포함한 다양한 금융 서비스 기업 및 그 리더들이 최소 100만 달러를 기부했다.
통신 산업의 주요 기부자로는 AT&T, 컴캐스트, 차터 커뮤니케이션스가 있었다.
의료 및 제약 산업의 주요 기부자로는 미국 제약 연구 제조업체 (PhRMA), 화이자, 힘스 앤 허스 헬스가 있었다.
제조 및 산업 부문의 주요 기부자로는 스탠리 블랙앤데커, 프랫 인더스트리스, 보잉, 록히드 마틴이 있었다.
기타 주요 기부자로는 델타 항공과 맥도날드가 있었다.
2025년 4월, 트럼프 취임 위원회에 2억 3천 9백만 달러가 기부되어, 2017년 트럼프 취임식에서 모금된 이전 최고 기록인 1억 7백만 달러를 두 배 이상 넘어섰다고 보도되었다. 여기에는 미국 외 기업의 자회사로부터 받은 29건의 기부금 총 1,300만 달러가 포함되었다.

## 취임 전 행사

### 알링턴 국립묘지 헌화식

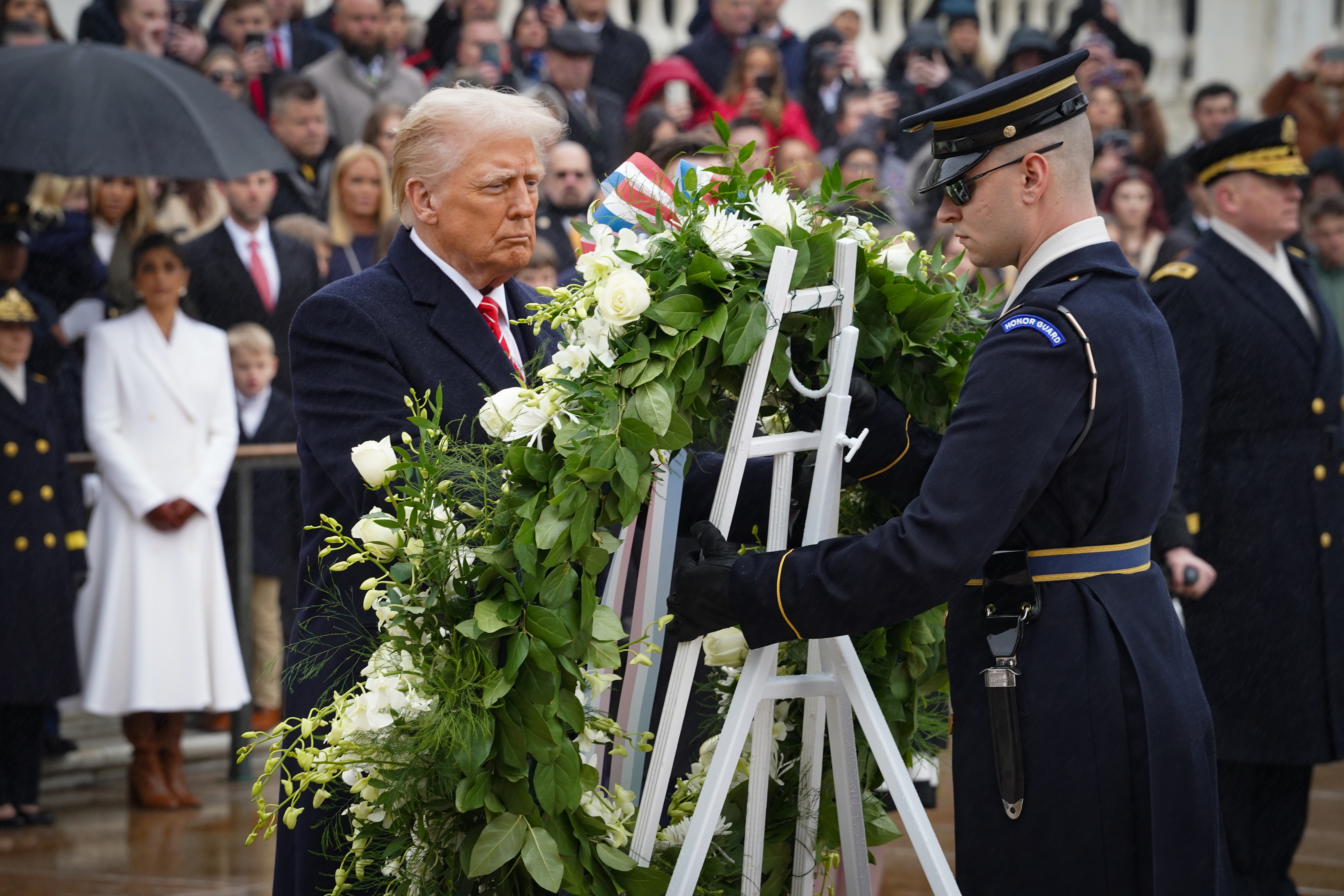
트럼프가 2025년 1월 19일 무명용사의 묘에 헌화하고 있다.

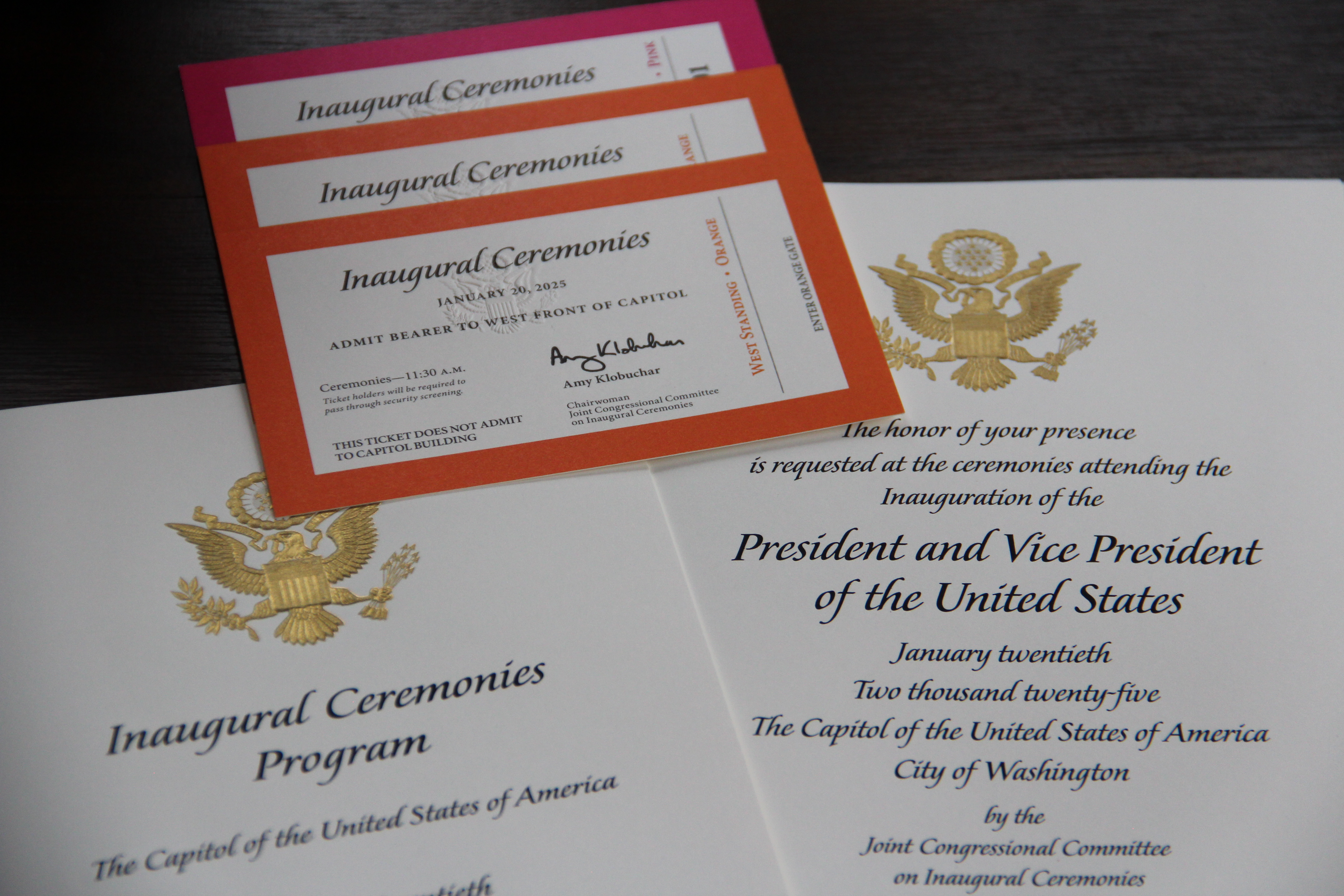
미국 국회의사당 서쪽 전면에서 원래 계획되었던 취임식의 입장권 및 초대장

1월 19일 오전, 트럼프와 부통령 당선인 밴스는 알링턴 국립묘지를 방문하여 무명 용사의 묘에 헌화했다. 그들에는 2021년 카불 공항 테러 희생자 가족 중 일부도 동행했다.

### Make America Great Again 승리 집회
1월 19일 저녁, 트럼프 캠페인은 워싱턴 D.C.의 캐피털 원 아레나에서 지지자들을 위한 "Make America Great Again 승리 집회"를 개최했다. 이 행사에는 키드 록과 리 그린우드의 공연, 그리고 트럼프와 메긴 켈리의 연설이 포함되었다. 트럼프는 또한 무대에 합류한 빌리지 피플이 연주한 "Y.M.C.A."에 맞춰 자신만의 독특한 춤을 선보였다.

### 교회 예배 및 백악관 리셉션
취임식 당일인 1월 20일 아침, 백악관 근처에 위치한 역대 대통령 당선인들의 전통적인 숙소인 블레어 하우스에서 밤을 보낸 트럼프와 그의 아내 멜라니아, 그리고 JD 밴스와 그의 아내 우샤는 세인트 존스 성공회 교회에서 교회 예배에 참석했다. 이 전통은 제임스 매디슨 때부터 이어져 왔으며, 그 이후 모든 대통령은 취임식 날 아침에 이 교회 예배에 참석했다. 예배는 선거 기간 동안 트럼프를 지지했던 남침례회 목사 로버트 제프레스(Robert Jeffress)가 인도했다.
교회 예배 후, 트럼프와 그의 아내는 백악관으로 가서 조 바이든 대통령과 퍼스트 레이디 질 바이든 여사를 만났다. 바이든 부부는 트럼프 부부를 맞이했고, 그들은 백악관 기자단 앞에서 사진을 찍었다. 그 후, 그들은 카멀라 해리스 부통령과 그녀의 남편 더그 엠호프, 그리고 JD 밴스와 그의 아내 우샤 밴스와 함께 백악관 내부에서 차 리셉션을 가졌다. 전통에 따라 대통령과 대통령 당선인의 만남이 끝난 후, 그들은 대통령 의전차량 리무진을 함께 타고 취임식을 위해 국회의사당으로 향했다.

## 취임 행사

### 대통령 소통
권력 이양에는 공식 행정부 X (이전 이름 트위터) 계정 @POTUS 및 @VP의 전환이 포함되었다. 트럼프 행정부 구성원들은 또한 백악관, 영부인 멜라니아 트럼프의 @FLOTUS, 세컨드 레이디 우샤 밴스의 @SLOTUS, 미국의 대통령 비서실장 수지 와일스의 @WHCOS, 백악관 대변인 캐럴라인 레빗의 @PressSec를 포함한 여러 기관 계정의 소유권을 가졌다. 새로운 행정부 웹사이트가 초기화되었다. 이전 행정부의 웹사이트는 국립 기록원에 보관된다.

### 참석자

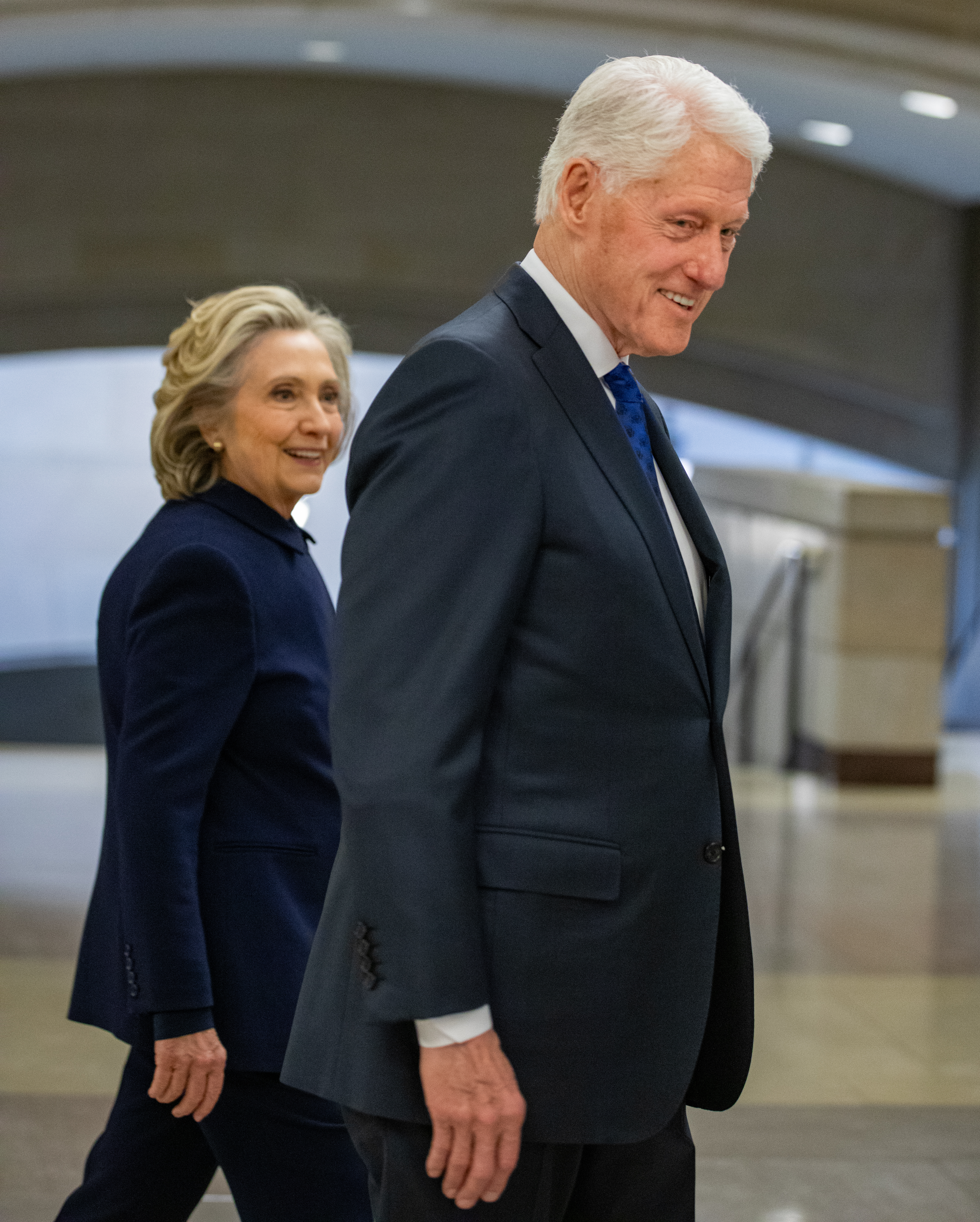
빌 클린턴 전 대통령과 힐러리 클린턴 전 영부인

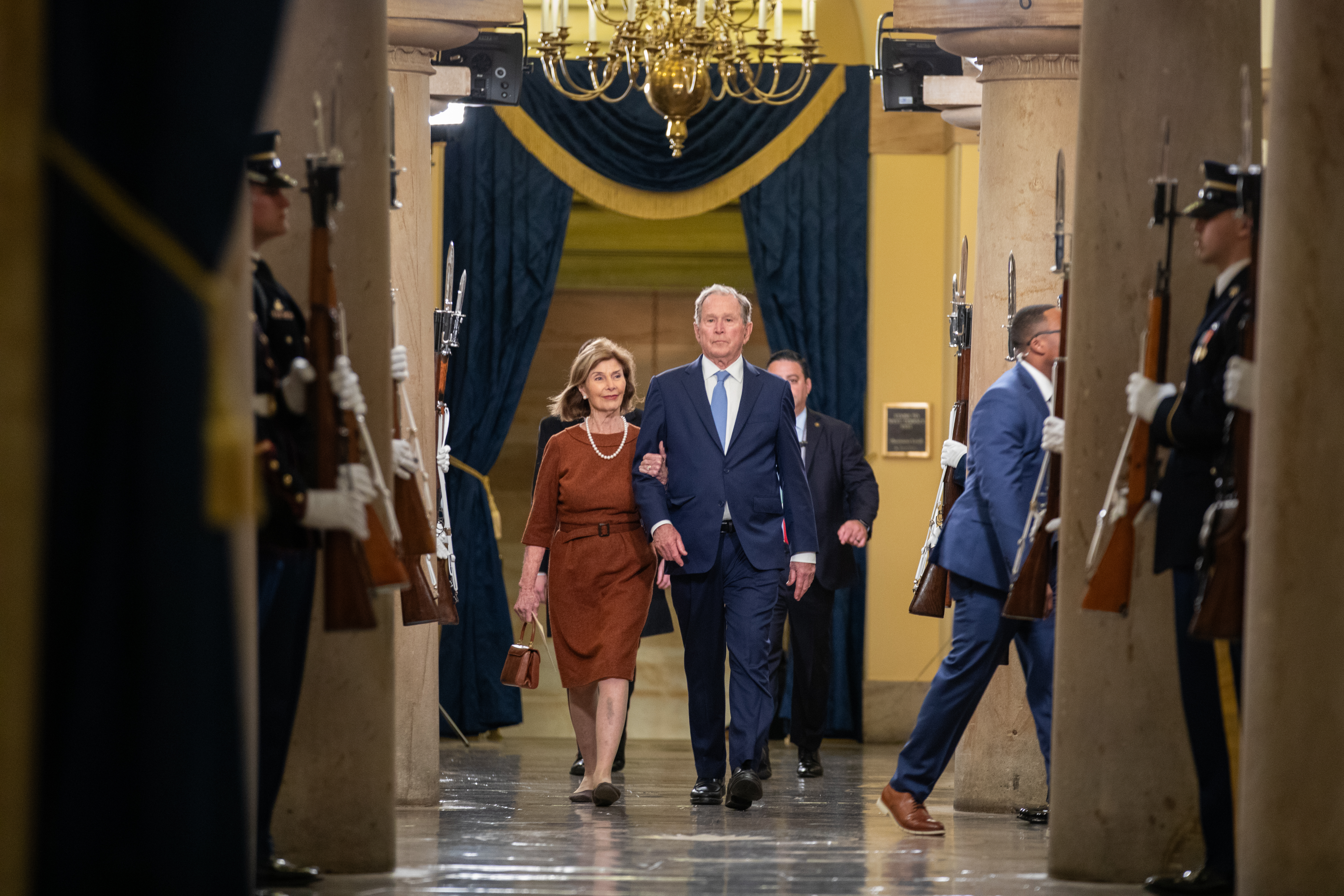
조지 W. 부시 전 대통령과 로라 부시 전 영부인

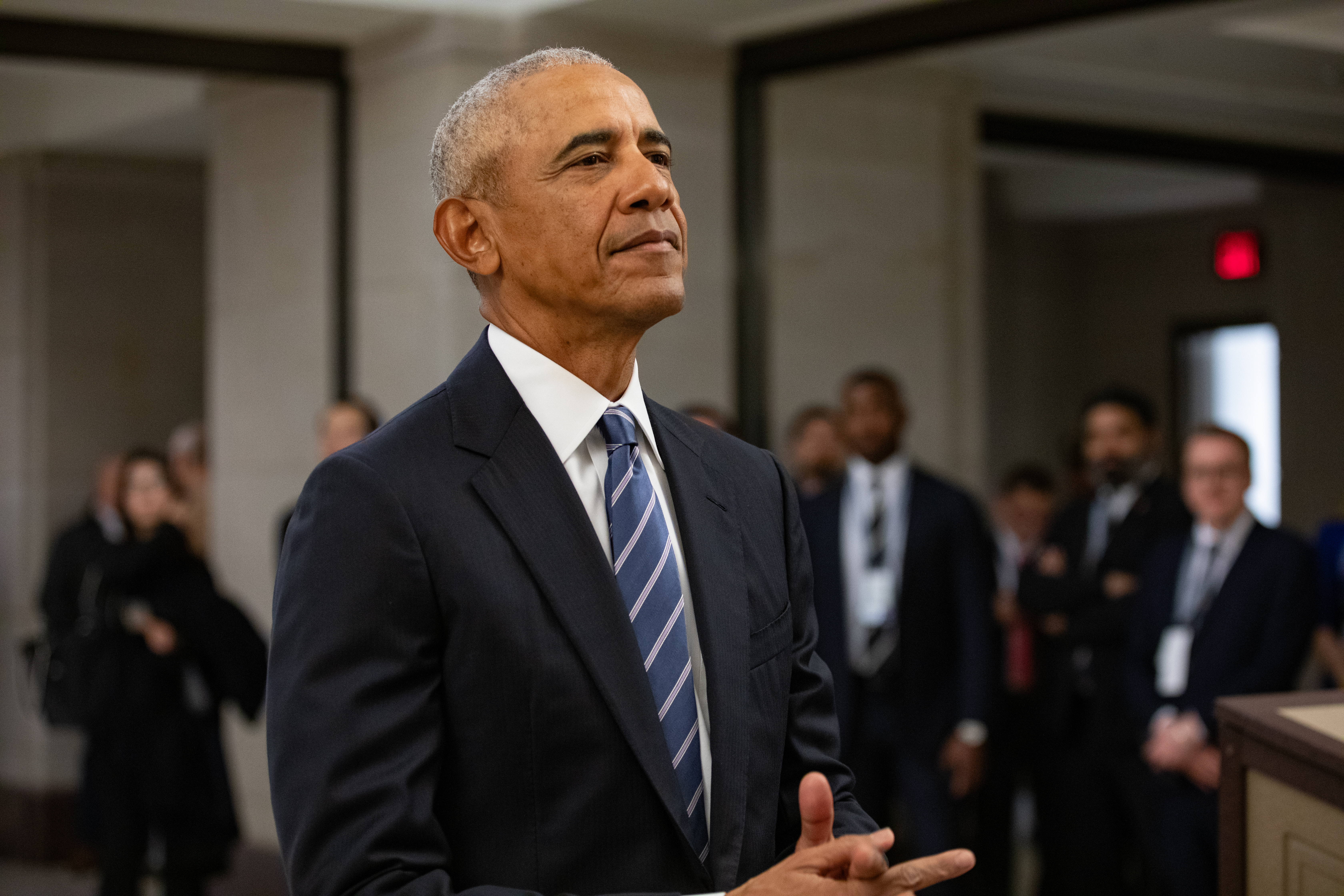
버락 오바마 전 대통령

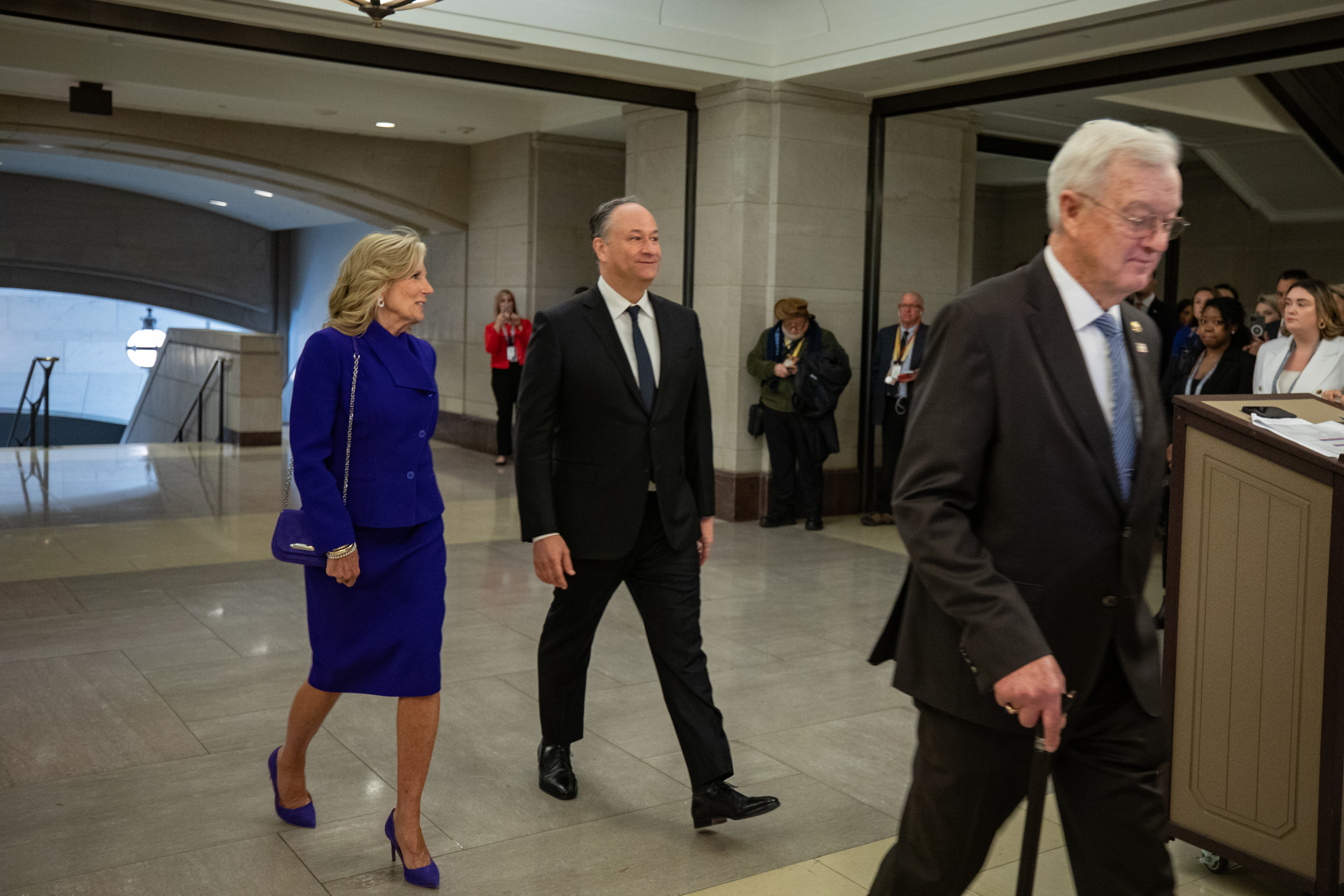
퇴임하는 질 바이든 영부인(좌)과 퇴임하는 더그 엠호프 세컨드 젠틀맨

트럼프의 취임식은 미국 대통령 당선인이 공식적으로 외국 지도자들을 취임식에 맞이한 첫 번째 사례였다.
퇴임하는 조 바이든 미국 대통령(2020년 트럼프를 꺾고 2021년 제46대 대통령으로 취임)과 퇴임하는 카멀라 해리스 미국 부통령(2024년 트럼프의 주요 상대)과 빌 클린턴, 조지 W. 부시, 버락 오바마 전 미국 대통령(2017년 트럼프가 처음으로 계승한 대통령들)이 취임식에 참석했다. 힐러리 클린턴 전 영부인(2016년 트럼프의 전 상대)과 로라 부시도 취임식에 참석했지만, 미셸 오바마 전 영부인은 불참했다. 댄 퀘일과 마이크 펜스 전 미국 부통령(트럼프의 첫 임기 동안 재직)과 마릴린 퀘일 전 세컨드 레이디도 참석했지만, 앨 고어와 딕 체니 전 부통령, 카렌 펜스 전 세컨드 레이디는 불참했다. 뉴욕 시장 에릭 애덤스와 미디어 거물 루퍼트 머독도 취임식에 참석했다.
시진핑 중국 주석은 취임식에 초청받았지만, 대신 한정 부주석을 특별 대표로 파견했다. 이는 중국 정부의 고위 관리가 미국 대통령 취임식에 파견된 첫 사례였다. 엘살바도르의 나이브 부켈레 대통령과 이탈리아의 조르자 멜로니 총리도 초청받았다고 한다. 베냐민 네타냐후 이스라엘 총리는 당초 참석할 예정이었으나, 공식 초청을 받지 못해 결국 불참했다. 아르헨티나의 하비에르 밀레이 대통령과 마지막 민주적으로 선출된 조지아의 살로메 주라비슈빌리 대통령도 참석할 계획이었다고 한다. 자이르 보우소나루 전 브라질 대통령은 초청받았다고 밝혔지만, 여행을 위해서는 정부로부터 압수된 여권을 돌려받아야 했다. 러시아는 블라디미르 푸틴 대통령이 초청받지 않았음을 확인했다. 트럼프는 볼로디미르 젤렌스키 대통령을 취임식에 초청하지는 않았지만, 참석하기로 결정한다면 환영할 용의가 있다고 밝혔다. 현 영국 총리 키어 스타머는 취임식에 참석하지 않았다. 반면 보리스 존슨과 리즈 트러스 전 영국 총리는 참석했다. 에콰도르의 다니엘 노보아 대통령, 라비니아 발보네시 영부인, 파라과이의 산티아고 페냐 대통령도 참석할 예정이었다. 미국 정부가 2024년 베네수엘라 대통령 선거의 승자로 인정하는 에드문도 곤살레스도 참석했다고 한다.
쿼드 국가의 외교장관들, 즉 인도의 수브라마냠 자이샹카르, 호주의 페니 웡, 일본의 이와야 다케시도 취임식에 참석했다. 그들은 취임식 다음 날 트럼프와 회담을 가질 예정이었다.
여러 우익대중주의 정치인들이 취임식에 참석했다. 프랑스 재정복 정치인 에리크 제무르와 사라 크나포, 국민연합 정치인 루이 알리오, 줄리앙 상셰즈, 알렉상드르 사바투, 그리고 정체성과 민주주의당 대표 마리옹 마레샬이 참석했다. 스페인의 Vox 대표 산티아고 아바스칼, 벨기에의 플람스의 이익 대표 톰 판 흐리컨, 영국 개혁당 대표 나이절 패라지, 독일을 위한 대안 (AfD) 공동 대표 티노 크루팔라, 에스토니아 보수 인민당 대표 마르틴 헬메, 루마니아 통일을 위한 동맹 대표 조지 시미온, 덴마크 인민당 대표 모르텐 메세르슈미트, 포르투갈의 체가 대표 앙드레 벤투라, 헝가리의 피데스 부의장 킨가 갈, 마테우시 모라비에츠키 전 폴란드 총리도 참석했다. 체코 애국자 유럽당 대표 중에서는 ANO MEP 온드레이 크노텍과 유럽을 위한 애국자 MEP 클라라 도스탈로바 부의장, Přísaha 상원의원 로버트 슐라흐타, Motorists for Themselves의 MEP 필립 투렉, 그리고 이들의 설립자이자 지도자인 페트르 마친카가 초대받았는데, 이들 중 후자는 바츨라프 클라우스 연구소의 매니저로서 성경박물관에서 열린 포스터 프리스 포스터스 아웃라이더스 재단 취임식 만찬에도 초대되어 터커 칼슨과 릭 샌토럼을 만났다. 독일을 위한 대안(AfD) 연방의회 의원 얀 벤첼 슈미트와 베아트릭스 폰 슈토르히 및 그녀의 남편 스벤 폰 슈토르히도 참석을 확인했다. 독일을 위한 대안(AfD) 공동 대표 알리스 바이델, 오스트리아 자유당 대표 헤르베르트 키클, 그리고 불가리아 부흥 대표 코스타딘 코스타디노프는 초청받았지만 참석하지 않았다. 흐리스티얀 미츠코스키 북마케도니아 총리는 취임식에 초청받았다.
베르나르 아르노, 델핀 아르노, 세르게이 브린, 일론 머스크, 제프 베이조스, 마크 저커버그 등 세계에서 가장 부유한 사람들을 포함한 수많은 기업가들이 취임식에 참석했다. 그들은 행사에서 내각 지명자와 선출된 관리들을 포함한 다른 귀빈들과 함께 단상에 앉아 중요한 역할을 했다. 틱톡 CEO 쩌우서우쯔도 취임식에 참석했다. 알파벳의 선다 피차이, 애플의 팀 쿡, 오픈AI의 샘 올트먼, 릴라이언스의 무케시 암바니, 우버의 다라 코스로샤히도 행사에 참석했다. 라스베가스 샌즈 소유주 미리엄 아델슨(Miriam Adelson)도 식에 참석했다.
빅터 윌리스, 캐리 언더우드("아름다운 아메리카"를 부른 사람), 크리스토퍼 마키오(미국의 국가를 부른 사람), 안토니오 브라운, 마이크 타이슨, 조르지 마스비달, 이밴더 케인, 잔니 인판티노, 아누엘 AA, 저스틴 킬스, 로드 웨이브, 코닥 블랙, 리 그린우드, 피비오 포린, 제이크 폴과 로건 폴, 테오 본, 코너 맥그레거, 대니카 패트릭, 데이나 화이트, 조 로건, 웨인 그레츠키 등 여러 유명인사와 스포츠 선수들이 식에 참석했다. 미디어 인물로는 찰리 커크, 로라 잉그레이엄, 터커 칼슨도 행사에 참석했다.

### 식
2025년 1월 20일 취임식의 행사 순서는 합동 의회 취임 위원회와 미국 국립공원관리청이 발표했다.
| 행사          | 행사 | 시간        | 장소                       | 설명 | 참고                       |
| ------------- | ---- | ----------- | -------------------------- | --- | -------------------------- |
| · 취임 선서식 |      | 정오 ET     | 미국 국회의사당, 원형 홀   | 취임 선서식 동안 대통령 당선인과 부통령 당선인은 취임 선서를 했고, 이어서 새 대통령이 취임사를 발표했다.                                                            | [ 7 ] [ 93 ] [ 92 ]        |
| 서명식        |      |             | 대통령의 방                | 취임 선서식 후, 대통령은 대통령의 방(S-216호)으로 이동하여 초상화를 찍고 전환 문서를 서명했다.                                                                      | [ 5 ] [ 93 ] [ 94 ]        |
| 취임 오찬     |      |             | 국립 조각상 홀             | 대통령과 부통령은 대법관, 상원 및 하원 지도자, 가족 및 기타 초청된 손님들과 함께 취임 오찬에 참석했다.                                                              | [ 5 ] [ 93 ] [ 92 ] [ 95 ] |
| 사열          |      |             | 의사당 방문객 센터 해방 홀 | 오찬 후, 대통령과 부통령은 최고사령관 경비대, "대통령의 친위대" 미국 해병대 군악대 등을 포함한 행렬 호위 군대를 사열했다.                                           | [ 96 ]                     |
| 행진          |      |             | 펜실베이니아 애비뉴        | 군사 호위와 함께 대통령은 대통령 의전차량을 타고 이동했다. | [ 5 ] [ 93 ]               |
| 퍼레이드      |      | 오후 3시 ET | 캐피털 원 아레나           | 각 주의 군사 및 민간 행진 및 공연 부대로 구성된 퍼레이드는 전통적으로 백악관 앞의 사열대 앞을 지나갔다. 악천후로 인해 실내로 옮겨졌고, 캐피털 원 아레나에서 열렸다. | [ 5 ] [ 8 ] [ 97 ]         |

#### 취임 선서
브렛 캐버노 연방 대법원 대법관이 JD 밴스에게 부통령 취임 선서를 집행했다. 존 로버츠 대법원장이 도널드 트럼프에게 대통령 취임 선서를 집행했다. 트럼프의 아내 멜라니아는 관례에 따라 트럼프가 선서를 낭독하는 동안 왼손을 얹을 두 권의 성경을 들고 있었지만, 트럼프는 그렇게 하지 않았다. 이것은 단지 전통일 뿐이며, 취임하는 대통령이 성경에 손을 얹을 의무는 없다.

#### 취임사
트럼프 대통령의 취임사는 그에 대한 기소에 대한 불평으로 시작되었고, 이어서 이민 제한, 환경 규제 완화, 반-DEI 및 반-젠더 이데올로기 정책, 정부효율부 신설, 러시아-우크라이나 전쟁의 협상 해결을 포함한 새 행정부의 국수주의 및 보수주의 정책 우선순위를 발표했다. 트럼프는 자신의 대통령직을 미국의 황금기 시작으로 정의했다.
워싱턴 포스트는 트럼프의 취임사가 통합을 강조하려 했지만, 그의 연설이 보통 그렇듯이 길을 벗어나 "어둡게" 들렸다고 묘사했다. 이 과정에서 트럼프는 수많은 허위, 부정확하고 과장된 주장을 했다. 그는 자신을 신이 선택한 자로, "250년 역사상 어떤 대통령보다 시험과 도전을 많이 받았다"고 묘사했는데, 워싱턴 포스트는 이는 그가 조지 워싱턴과 에이브러햄 링컨을 포함한 다른 모든 미국 대통령보다 자신을 높이 평가한 것이라고 지적했다. 트럼프는 팽창주의적 의제를 묘사하며 "명백한 운명"이라는 문구를 언급하고, 민주당과 다른 지도자들을 비판했다. NPR은 이 연설이 미국 대중에게 트럼프의 정책과 지시가 어떤 것일지 더 잘 알려주었고, 1월 6일 사건이나 이전의 정치적 보복 약속에 대해서는 아무것도 언급하지 않았으며, 조 바이든 전 대통령과 카멀라 해리스 전 부통령 바로 앞에서 퇴임하는 행정부를 비웃었다고 지적했다.
취임사 직후에는 뉴욕 로마 가톨릭 대교구의 티머시 돌런 추기경과 빌리 그레이엄 전도 협회의 프랭클린 그레이엄 목사가 축복기도를 올렸다. 브루클린 로마 가톨릭 교구의 로렌조 시웰 목사, 아리 베르만 랍비, 프랭크 만 신부가 축도를 올렸다. 디어본 (미시간주)의 이맘 후샴 알-후사이니(Husham Al-Husainy) 이슬람 성직자는 원래 프로그램에 있었지만, 행사에서 연설하거나 모습을 드러내지 않았다.

### 취임식 후 행사
취임식 후, 트럼프 대통령, 멜라니아 트럼프 영부인, JD 밴스 부통령, 우샤 밴스 세컨드 레이디는 조 바이든 전 대통령과 질 바이든 전 영부인을 미국 국회의사당 동쪽 출구에서 환송식까지 에스코트했다. 트럼프 부부는 바이든 부부가 앤드루스 합동기지로 이송될 헬리콥터 기슭에서 인사를 나누고 작별을 고한 후, 국회의사당 계단으로 돌아와 바이든 부부의 헬리콥터가 이륙하는 것을 보며 손을 흔들었다. 한편, 해리스와 엠호프는 리무진을 타고 로스앤젤레스행 비행기에 탑승했다.

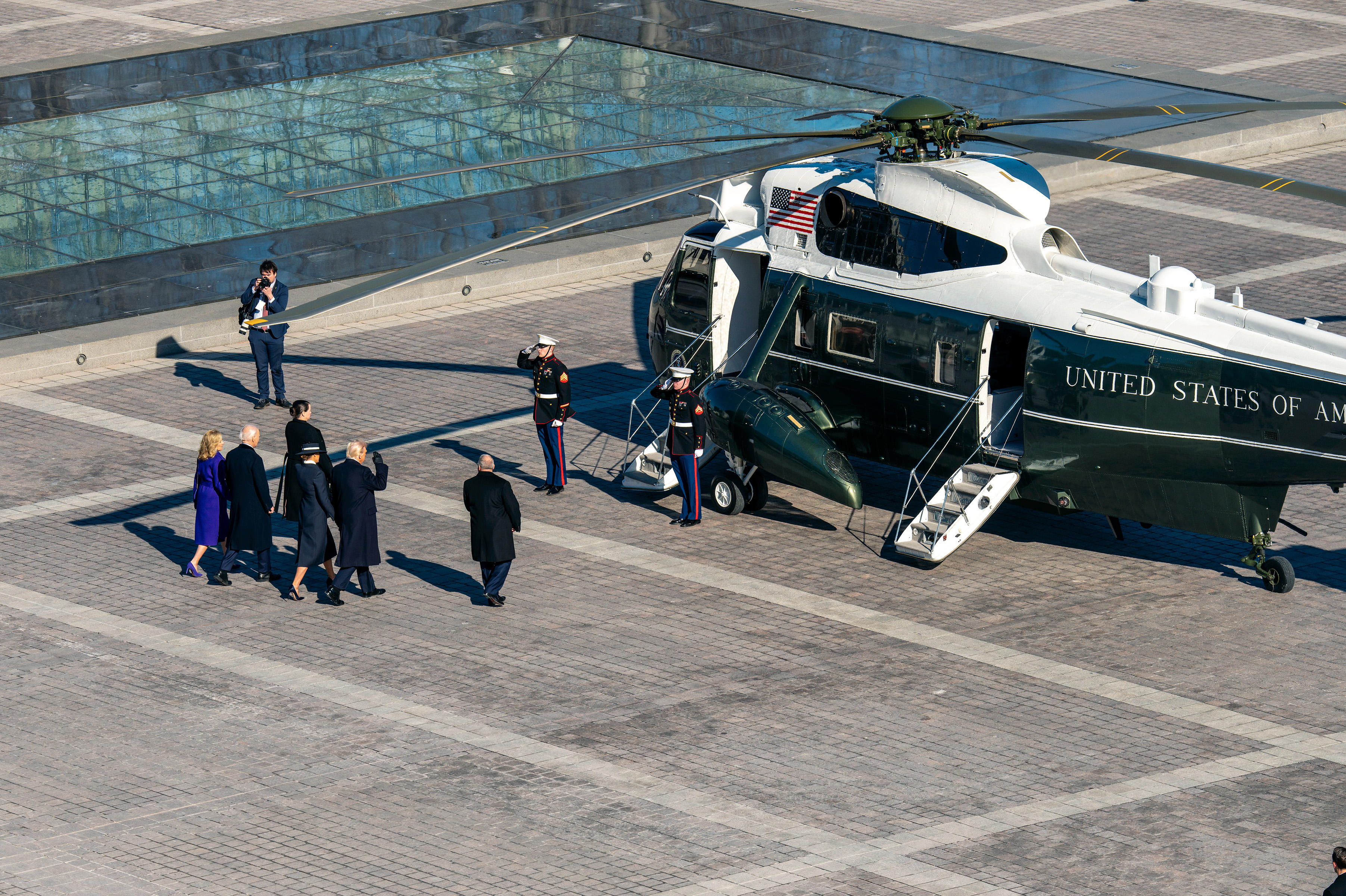
트럼프 대통령 부부가 미국 국회의사당 동쪽 출구에서 바이든 전 대통령 부부에게 작별 인사를 하고 있다.

### 취임 기념 무도회

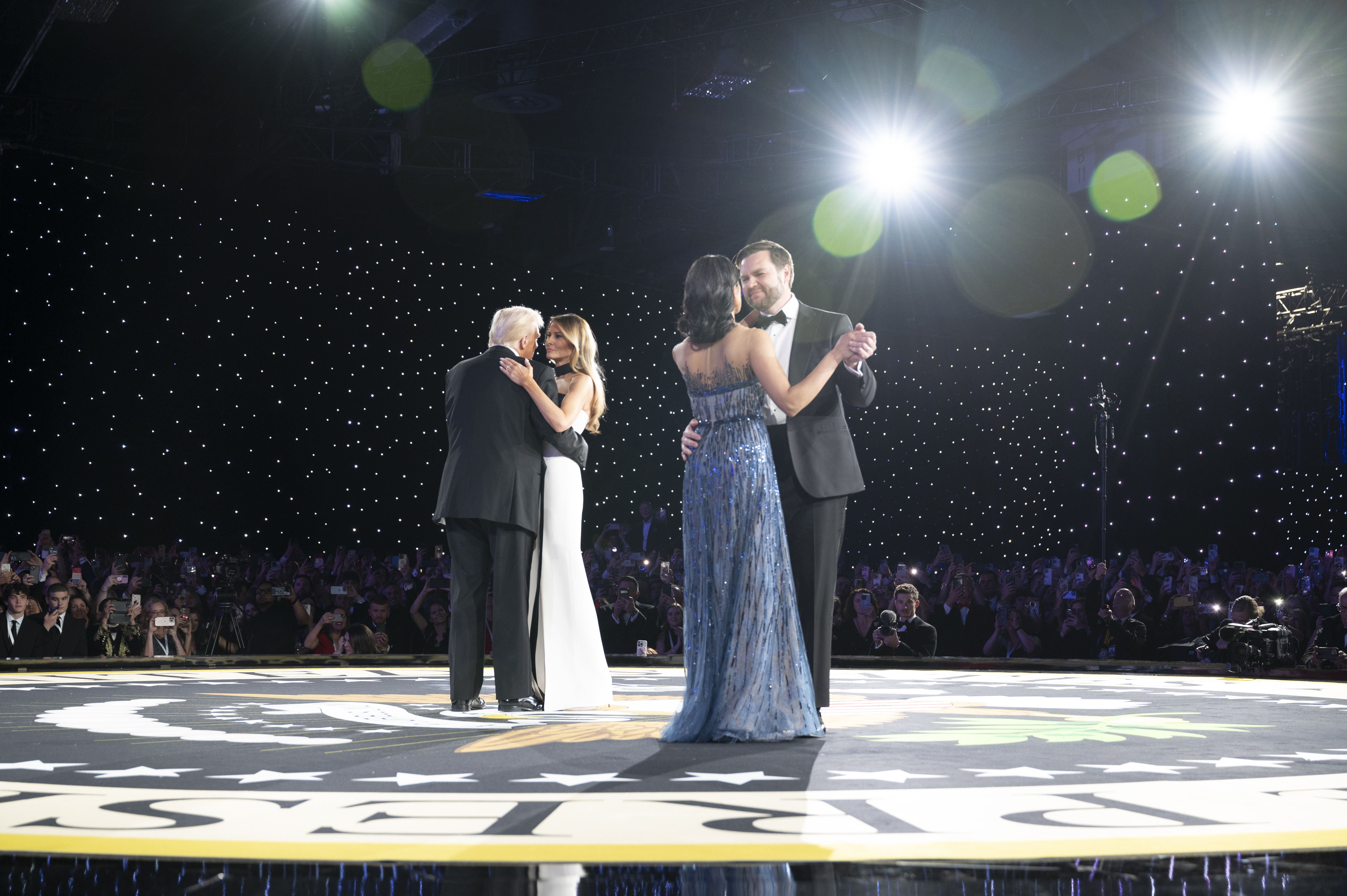
트럼프 부부(좌)와 밴스 부부(우)가 워싱턴 컨벤션 센터의 리버티 볼에서 춤을 추고 있다.

관례에 따라 취임식 전후로 다양한 장소에서 취임 기념 무도회가 열린다. 대통령과 영부인이 참석하는 공식 무도회는 취임 위원회가 주최하며, 비공식 무도회는 그렇지 않다.
넬리, 래스컬 플래츠, 제이슨 올딘을 포함한 공연자들이 출연한 세 번의 공식 취임 기념 무도회가 열렸다. 더 많은 수의 비공식 무도회도 조직되었다.

## 시청률
총 2,460만 명의 시청자가 15개 네트워크를 통해 취임식을 시청했다. 시청자 수는 동부 표준시 오후 12시 15분 트럼프가 취임 선서를 할 때 3,440만 명으로 최고치를 기록했다. 시청률은 2021년 바이든의 취임식과 2017년 트럼프의 첫 취임식보다 낮았다. 아래 수치는 닐슨 데이터를 바탕으로 애드위크에서 가져온 것으로, 스트리밍 수치는 포함되지 않았다.
| 케이블 뉴스 네트워크 |
| 방송 네트워크        |

| 네트워크 | 총 시청자 수 | A25–54   |
| -------- | ------------ | -------- |
| FNC      | 1,140만      | 240만    |
| ABC      | 490만        | 120만    |
| NBC      | 480만        | 130만    |
| CBS      | 460만        | 110만    |
| CNN      | 190만        | 60만 5천 |
| MSNBC    | 93만 8천     | 14만 8천 |

| 네트워크 | 총 시청자 수 | A25–54   |
| -------- | ------------ | -------- |
| FNC      | 1,170만      | 250만    |
| CNN      | 190만        | 61만 4천 |
| MSNBC    | 97만 4천     | 15만     |

| 네트워크 | 총 시청자 수 | A25–54   |
| -------- | ------------ | -------- |
| FNC      | 630만        | 110만    |
| CNN      | 110만        | 28만 6천 |
| MSNBC    | 110만        | 10만 2천 |

## 시위

### 보이콧
민주당 (미국) 소속 제119차 미국 의회 의원 몇몇은 취임식을 보이콧하기로 결정했다. 이 보이콧은 새 행정부에 대한 초기 반대 의견으로 해석되었다.
보이콧 결정에 대한 여러 이유가 제시되었는데, 마틴 루터 킹 주니어 탄생일 행사와의 중복 및 1월 6일 미국 국회의사당 습격에 대한 기억이 포함되었다. 12월 14일 현재, 취임식에 참석하지 않겠다고 공개적으로 밝힌 하원 민주당 의원 목록은 다음과 같다.
- 도널드 바이어 (D-VA)
- 수잔 보나미치 (D-OR)
- 그렉 카사르 (D-TX)
- 숀 캐스튼 (D-IL)
- 주디 추 (D-CA)
- 스티브 코헨 (D-TN)
- 알렉산드리아 오카시오코르테스 (D-NY)
- 보니 왓슨 콜먼 (D-NJ)
- 재스민 크로켓 (D-TX)
- 베로니카 에스코바르 (D-TX)
- 크웨이시 음푸메 (D-MD)
- 일한 오마 (D-MN)
- 낸시 펠로시 (D-CA)
- 마크 포칸 (D-WI)
- 아이아나 프레슬리 (D-MA)[121]
- 델리아 라미레즈 (D-IL)
- 데보라 로스 (D-NC)
- 라티파 시몬 (D-CA)
- 애덤 스미스 (워싱턴 정치인) (D-WA)
- 리치 토레스 (D-NY)
- 실베스터 터너 (D-TX)
- 야사민 안사리 (D-AZ)

### 시위 및 집회
취임식 전 주말과 당일에는 미국 전역의 도시에서 항의 집회와 행진이 열렸다. 2017년 여성 행진 (트럼프의 첫 취임식 다음 날과 그 이후 매년 처음 열림)의 주최자들은 자신들의 행사를 인민의 행진으로 브랜드를 변경하고 최소 70곳의 장소에서 행사를 개최했다. 인민의 행진은 낙태권리옹호단체(Abortion Rights Now), 시에라 클럽, 플랜드페런트후드, ACLU, 전국 여성법률센터와 공동으로 조직되었다. 워싱턴 행진 중 하나에는 AP 통신에 따르면 "예상했던 5만 명보다 훨씬 적은 참가자가 모였으며, 이는 첫 [2017년] 행진 규모의 10분의 1에 불과했다."
인민 포럼, 사회주의해방당, ANSWER 연합, 미국 민주사회주의자들, 드림 디펜더스, 코드핑크, 노동조합, 세입자 조합 및 기타 단체가 조직한 "우리는 맞서 싸운다" 집회는 90곳에서 열렸다.
멕시코시티, 런던, 파리, 브뤼셀, 암스테르담, 베를린, 에든버러, 리스본, 프라하, 바르샤바, 파나마시티, 마닐라 등 전 세계에서 도널드 트럼프 반대 시위가 영사관 및 기타 지역에서 일어났다.

## 같이 보기
- 2017년 도널드 트럼프 대통령 취임식
- 도널드 트럼프 2기 행정부의 첫 100일
- 도널드 트럼프 2기 행정부
- 도널드 트럼프 2기 행정부 연표 (2025년 1분기)
- 도널드 트럼프 2기 행정부 연표 (2025년 2분기)
- 도널드 트럼프 2024년 대선 캠페인
- 돈 콜로서스 – 취임 전 행사에서 공개된 트럼프 조각상
- 일론 머스크 경례 논란
- 도널드 트럼프 2기 행정부의 강제 추방 목록

## 추가 자료
- 트럼프 취임식에 대한 국제적 반응. 로이터. 2025년 1월 20일

## 내용주
1. ↑  1957년, 1985년, 2013년 1월 20일이 일요일이었던 해에는 그날 비공개 선서식이 열렸고, 공개 취임식은 다음 날 열렸다.